# 張振武
張振武（ちょう しんぶ、1877年 - 1912年8月16日）は、清末民初の民主革命家・軍人。武昌起義の主要人物の一人。原名は堯鑫、字は春山、別名竹山として知られる。湖北省羅田県出身だが、後に竹山県に居住した。共和元勲の尊称を持ち、同じく名前に「武」が入る孫武や蔣翊武と併せて「辛亥三武」と呼ばれる。

## 生涯

### 初期の人生
張振武は湖北省羅田県の裕福な家庭の出身で、後に竹山県に居住した。
沈廷楷、韓孝堅ら地元名士に師事。県の高等学堂卒業後、1900年に湖北師範学校に入学、法律と政治を勉強するために1904年に自費で早稲田大学へ留学、体育を通して軍事訓練に参加した。
1905年に中国同盟会参加。
1907年（光緒33年）卒業後は清に戻り、武昌の黄鶴楼小学校で教鞭をとったが、反清革命を広めたとして、江蘇巡撫陳夔龍に危うく逮捕されるところだった。間もなく、陳夔龍が離任した頃合いを見計らって教壇に復帰し、体育会および公立学堂で反清人士と連絡を取った。
1909年に彼は共進会に加入、鄂省総部財政部長を担当した。また、一人の子を崇陽県の魯という姓の家に預け、「もし決起が失敗したら、気が熟したときに私の遺志を継ぐように」と託した。

### 辛亥革命

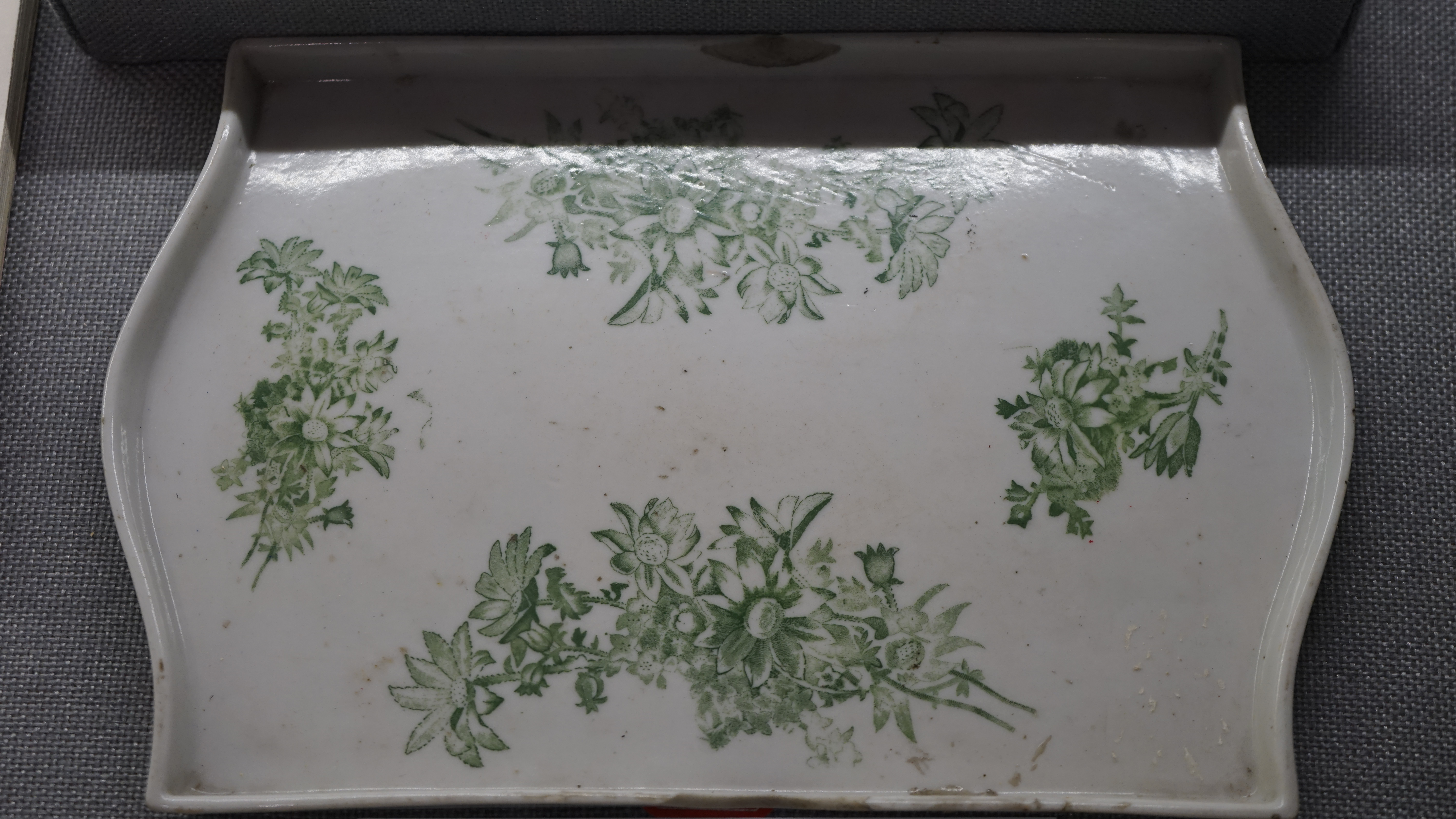
張振武に愛用された茶盆

1911年10月10日、清当局による革命家狩りの最中、張振武は党員に連絡を取り、革命派の教師仲間を率いて武昌起義として知られる蜂起を開始、起義を成功させた。しかし革命派の将官の死亡や逃亡が相次いだため、黎元洪を都督に推薦することとなった。張振武は蔡済民らとともに黎を捜索し、参謀の劉文吉の家の床下に隠れていた黎を捕らえ諮議局に連行したが、黎元洪はまだ清朝を裏切るのを躊躇っていた。張振武らは黎元洪を処刑すると脅迫して、ようやく受け入れさせたが、黎元洪は張振武に恨みを持つようになった。
10月15日、黎元洪を都督とする湖北軍政府が成立すると、軍務部副部長に就任する。ただし、部長の孫武は武昌起義直前に事故で負傷しており、実質的に職務を取り仕切っていた。
その後、袁世凱の命を受け馮国璋率いる北洋軍第1軍が鎮圧作戦のため南下してきた際（陽夏之戦）、彼は『わが軍の兵士たちへ』（敬告我軍人的白話文）と題するビラを発行し、軍の士気向上に奔走した。後に黄興らが南京防衛のため武漢から撤退を主張した際は、断固防衛すべしと主張した。武漢陥落後、各州県の民団の維持管理に努め、また青山、張公祠、梅子山、扁担山一帯に赴き同地の防御や、北洋軍への投降呼びかけを指揮した。やがて北洋軍が漢陽に迫ると、自ら陣頭に立って負傷して川に落ち、あやうく溺死するところだった。武昌に後送され治療を受ける。27日に武昌撤退後、湖北軍政府総監察劉公らと武昌城防衛に尽力。黎元洪が戦況が不利とみて逃げ出した際には、督署に飛び込んで激しく叱責し、甘績熙らにその監視を命じた。またその際、「彼のような臆病者は別の方面で才能を見出した方がよい」（去黎另挙賢能）と発言し、黎元洪の張振武に対する憎悪は一層増すこととなった。
南北和議中、黎元洪の命で40万元を携え上海に赴き、武器購入を担当した。

### 民国成立後の活動
1912年1月1日、南京にて中華民国臨時政府が成立するが、張は相変わらず上海におり、政権中枢に呼ばれる事はなかった。これに対抗し、上海にて孫武らと反同盟会・反共進会・黎元洪支持を掲げる「民社」を設置し、武器購入用予算から2万元を利用して機関誌「民声日報」を刊行する。のち湖北省にて支部を設立する。「震旦民報」の発刊や、中学校、女学校の設立に携わった。一方で、蔣翊武とは民社の存在をめぐって、孫武とは横領を発見した事で確執が生じる。
2月27日、黄申薌ら反孫武派の軍人により孫武の邸宅が焼き討ちされる「群英会事件」が起こる。軍務部は軍務司に縮小され、副部長だった張振武、蔣翊武は顧問となった。張振武は対立していた孫武の下野を喜んでいたとされる。
また、張振武は南北和議以前より二次革命決行を主張し、上海に派遣された際に江西援鄂軍総司令・馮嗣鴻らと結託して「将校団」と呼ばれる民軍（私兵集団）を有していた。自身の側近であった方維を団長とし、当初は600人であったが、やがて3000人に膨れ上がり、そのため武器も上海から輸入していた。この存在を問題視した黎元洪は、将校団を正規軍に編入しようとして度々解体しようとしたが、張は抵抗してさらに1千人あまりの「衛隊」を有した。革命人士でのち国民党元老の一人となる馬超俊は晩年、彼ら衛隊を「みな舞台衣装のようだった」と回想する。
3月、黎元洪は張振武を東三省辺防使に異動させるよう袁世凱に建議したが、袁世凱は東北の治安が安定したとして却下した。5月末、張振武は袁世凱により結局更迭され、北京で総統府軍事顧問という名ばかりの官職、更に蒙古屯墾使に左遷された。余りの仕打ちに激怒した張振武は武昌に戻った。

### 処刑
1912年8月10日、張振武は方維ら13名とともに再び黎元洪と袁世凱から北京に呼ばれる。到着以後、袁世凱の計らいでかつて敵対していた馮国璋や段祺瑞、地方軍閥の姜桂題らから歓待を代わる代わる受けた。その間にも、黎元洪は張振武の逮捕へと動いた。15日、袁世凱は両名の逮捕を命じる。同日夜、張振武は六国飯店にて会食の帰途、北京前門棋盘街の「振武敷文」牌坊にて馬車3台に取り囲まれ拘束された。同じく方維も金台旅館において逮捕された。議員の劉成禺・張伯烈・時功玖、黎元洪の親友哈漢章、孫武等も奪還に向け動こうとしていたが、京畿軍政執法処処長陸建章により翌16日の午前1時、両名は「汚職」の罪で玉皇廟前にて早急に処刑された。
処刑の三日後に参議院が開会した際に劉成禺・張伯烈・時功玖らは激しく黎元洪の弾劾を要求した。議員から出た説によると、副総統となった黎元洪が張振武の処刑を望み、大総統の袁世凱が強引に法律改正を命令したとされている。
遺体は竹山県の北郷木魚山黄土坡に葬られた。
張振武とともに黎元洪を脅迫していた蔡済民は粛清は免れ、護法戦争中に鄂西靖国軍総司令を務めていたが、部下の唐克明に裏切られ、利川にて部下30数名とともに殺害された。

## 登場作品
- 『1911』 - 演：ジェイシー・チェン。史実では武昌起義当時、張振武は民間人の身であったが、新軍軍官として描かれている。